# Radio numérique
 (décembre 2016).
La radio numérique est la diffusion de programmes de radio sous forme numérique, soit par radiodiffusion numérique hertzienne terrestre, soit par satellite et par Internet.

## Principe
Contrairement à la radio analogique hertzienne (AM ou FM) où le son sous forme de signal électrique est transporté tel quel dans l'onde porteuse, la radio numérique envoie un son qui est d'abord numérisé puis comprimé selon différentes techniques afin d'être transmis en optimisant la bande passante.
Ce signal numérique peut être diffusé en temps réel (streaming) ou enregistré et laissé à disposition pendant un certain temps (podcasting).
Il existe deux modes principaux de diffusion de la radio numérique :
1. La radio numérique par Internet : le signal peut être reçu à partir de tout terminal connecté à Internet avec ou sans fil à travers différents types de lecteurs en fonction du format du « stream » (MP3, WMA, AAC, etc.) ;
2. La radio numérique terrestre (RNT), équivalent de la télévision numérique terrestre (TNT), garde le principe d'une fréquence allouée à la chaîne de radio, mais cette fréquence est unique à l'échelle nationale. Cette radio numérique terrestre nécessite, pour être captée, un poste radio numérique.

### Avantages
- La qualité du son est améliorée en radiodiffusion numérique par rapport à la radiodiffusion analogique (rapport signal/bruit, bande passante et diaphonie bien meilleurs, absence d'interférences entre stations par rapport aux procédés de modulations analogiques AM ou FM) ;
- Un peu plus de radios : il est possible de diffuser plusieurs radios (jusqu'à 13 avec la norme DAB+ promulguée en 2007) sur la même fréquence en comprimant le signal. Cela est intéressant pour les radios commerciales qui cherchent à s'implanter dans les villes où la bande FM est saturée ;
- Possibilité de véhiculer de l'information associée (musique : titre et auteur du morceau, données complémentaires d'information par exemple les coordonnées GPS d'un accident dans un flash routier, etc.) ;
- Possibilité de diffuser le son en multicanal.

### Inconvénients
- Risque d'absence de signal (décrochage) dans les zones à réception difficile (un exemple typique sont les pentes de la Croix-Rousse à Lyon). Avec le numérique soit le signal passe, soit il ne passe pas. En analogique, on pouvait écouter un signal dégradé. En numérique, ce ne sera pas le cas. Toutefois, un signal numérique est bien moins sensible aux interférences du fait de la correction d'erreurs ;
- Augmentation du nombre d'émetteurs et des dépenses associées : selon l'Union européenne de radio-télévision (UER) dans son document technique « Cost-benefit analysis of FM, DAB, DAB+ and broadband for radio broadcasters and listeners » de 2017[1], le nombre d'émetteurs DAB de la zone France-Allemagne-Italie-Espagne-Royaume-Uni passerait à 723 au lieu de 452 émetteurs FM (estimation en 2017) sur cette zone ; toutefois, ce document de l'EBU indique que la puissance totale des émetteurs DAB+ ne dépassera pas celle des émetteurs FM (selon leur modèle mathématique, au total 595 kW en DAB contre 535 kW en FM) ;
- Augmentation de la consommation énergétique à la réception : au contraire de la réception FM qui peut être réalisée par des composants électroniques sobres[2], la réception DAB nécessite un dispositif électronique et informatique de décodage dont la consommation électrique s'élève quasiment au double de la consommation d'un récepteur FM, selon l'analyse détaillée menée par Intertek[3], organisme d'inspection et de certification international. Cela sans considérer par exemple que la syntonisation d'un récepteur FM n'a pas besoin d'un afficheur numérique nécessitant de l'énergie électrique pour fonctionner, elle peut s'effectuer au moyen d'un simple potentiomètre gradué (pour davantage de précision, le recours à une aiguille et pignonnerie associée est fréquent). Cela représente donc un frein à l'écoute nomade de la DAB ;
- Avec le passage au numérique, les radios devront nécessairement passer par un nouveau prestataire technique appelé « multiplexeur », chargé de coordonner la diffusion de treize programmes sur une même fréquence. Ce multiplexage signe donc la fin de l’autodiffusion, une condition de l'indépendance totale qui avait permis les radios libres ;
- Au niveau de l'entité qui a un message à diffuser, le coût (transition vers le Terrestrial Digital Multimedia Broadcasting en France par exemple) et l'environnement technique changent (notamment la double diffusion analogique/numérique avant le « switch off », le basculement définitif en numérique)[4].

## Déploiement

### Dans le monde
Déjà lancée aux États-Unis, en Asie, dans des pays européens comme l'Allemagne ou le Royaume-Uni et en Afrique notamment en Tunisie et en Algérie, la radio numérique pourrait connaître un développement comparable à celui de la TNT pour la télévision. Le 27 octobre 2017, le rapport du WorldDAB indique que 60 millions de récepteurs RNT ont été vendus en Europe et Asie-Pacifique, contre 48 millions un an auparavant.

### En Europe
En février 2016, la vente de récepteurs radio numériques a progressé de 26 % sur un an.
La Norvège est le premier pays à complètement supprimer la radio FM pour la remplacer par la Radio Numérique Terrestre. Cette extinction se fait progressivement depuis le début de l'année 2017, la RNT s'installant ainsi tout au long de l'année, non sans quelques difficultés. Celle-ci est disponible depuis 1995 et sept Norvégiens sur dix sont équipés actuellement[Quand ?] d'une radio numérique.
L'expansion de la radio numérique en Europe a crû de 8 % entre 2019 et 2020 pour atteindre 1 697 stations au sein de l'UER, dont 80 % en DAB+.
La Suisse prévoit, d'ici 2020 à 2024, le remplacement de la FM par la radio numérique, pendant que le Royaume-Uni et le Danemark y réfléchissent,.
Le Portugal et la Finlande ont abandonné le DAB. Les radios finlandaises demandent au gouvernement que la FM soit obligatoire dans les voitures vendues en Finlande.
Le 14 novembre 2018, la Commission européenne a imposé la radio numérique dans les autoradios vendus dans l'Union à partir de 2020,.

## Normes
Il existe plusieurs procédés de diffusion de radio numérique. Certains sont le fruit de travail de collaboration entre fabricants, centres de recherches et diffuseurs et sont ouverts, ceux-ci sont généralement standardisés par des organismes de standardisation comme l'union internationale des télécommunications (UIT) ou l'ETSI. D'autres sont développés par des entreprises et sont donc propriétaires. On distingue également des différences entre pays et continents.
Quelques standards ouverts :
- DAB (Digital Audio Broadcasting). Standard européen pour la radiodiffusion dans les ondes ultra-courtes (VHF, UHF) et micro-ondes (SHF). Elle a donné naissance à des variantes, comme le DAB+ ou le T-DMB (Terrestrial Digital Multimedia Broadcasting).
- DRM (Digital Radio Mondiale). Standard mondial pour la diffusion numérique en ondes courtes, moyennes et longues (<30 MHz).
- DVB (Digital Video Broadcasting). Standard destiné à l'origine pour la télévision mais qui inclut la diffusion radio. Il se décline en plusieurs versions destinées, à la diffusion par satellite : DVB-S, à la diffusion terrestre hertzienne vers les téléviseurs : DVB-T, à la diffusion terrestre vers les mobiles : DVB-H et à la diffusion sur le câble : DVB-C.
- SDR : standard pour la radio diffusion par satellite, normalisé pour l'Europe par l'ETSI depuis novembre 2006

Quelques standards propriétaires ou partiellement ouverts :
- HD Radio, un système américain de type in-band on-channel, rétro-compatible avec les émissions actuelles en bande FM.

Systèmes propriétaires de diffusion par satellite :
- XM Satellite Radio, diffusé par satellite et réseau terrestre en Amérique du Nord.
- Sirius Satellite Radio, également.

Quelques systèmes abandonnés ou en voie de disparition :
- ADR, Astra Digital Radio, système de diffusion par satellite.
- DSR, Digital Super Radio, système de diffusion par câble et satellite. Le son n'est pas comprimé et donc la bande passante occupée sur le canal de transmission est grande.
- Worldspace, diffusé par satellite sur chaque continent.

## Équipements
La radio numérique peut être captée en voiture, sur un terminal de poche ou à la maison avec un récepteur radio compatible. Reste que l'auditeur doit impérativement acquérir un poste compatible avec la norme de diffusion adoptée par les stations de son pays.
Outre l’écoute via ordinateur, de nombreux récepteurs Wi-Fi, dont des radios Wi-Fi domestiques, permettent aujourd’hui l’écoute de radios en ligne.
De plus, des récepteurs 3G ou 4G pour la voiture ont également fait leur apparition et il est devenu aisé d’écouter la radio en ligne sur les smartphones.
Pour harmoniser l'offre dans ce domaine, des organismes s'efforcent d'encourager les industriels à développer des récepteurs en commun. Par exemple, le consortium WorldDAB, qui regroupe les intérêts du DAB, avait passé en 2003 un accord avec le consortium DRM pour le développement dans le futur de récepteurs DAB/DRM.
Une autre stratégie de convergence réside dans l'évolution de la radio logicielle (software radio). L'Association pour la Radio Numérique DR, aux côtés du Syndicat national des radios libres, milite pour la radio numérique multistandard, dont les premiers récepteurs (compatibles DRM/DAB/AM/FM/MP3) sont actuellement[Quand ?] en test.
Un label commun a été créé pour la promotion de la radio numérique en France et en Belgique/Luxembourg.
La diffusion par les relais des réseaux de téléphonie mobile 3G, 4G et 5G constitue une alternative à la RNT classique. En écoutant une web radio avec son smartphone, c'est aussi de la radio numérique terrestre. De plus la mémoire tampon (buffer) utilisée peut limiter les perturbations d'écoute (c'est un mode connecté). Une série d'applications permet l'écoute facile : tune in, radio.fr…